# エッパ・ハントン
エッパ・ハントン2世（Eppa Hunton II、1822年9月24日-1908年10月11日）は、アメリカ合衆国バージニア州選出の合衆国下院議員および上院議員であり、南北戦争のときは南軍の将軍だった。

## 初期の経歴
ハントンはバージニア州ウォーレントン近くで1822年9月24日に、エッパ・シニアとエリザベス・メアリーのハントン夫妻（1811年6月22日にフォーキエ郡で結婚）の息子として生まれた。ハントンは12人兄弟だった。ニューボルティモア・アカデミーを卒業した後、3年間教師を務め、その後法律を勉強して1843年に法廷弁護士として認められ、ブレンツビルで法律実務を始めた。バージニア民兵隊の大佐、後には准将として、またプリンスウィリアム郡の州検事（1849年-1861年）として著名になった。

## 家庭生活
1848年ハントンはロバートとクララ・ブースのウェア夫妻の娘、ルーシー・キャロライン・ウェア（1825年2月20日-1899年9月4日）と結婚した。夫妻には次の2人の子供が生まれた。
- エリザベス・ブース・ハントン（1853年6月20日-1854年9月30日）
- エッパ・ハントン3世（1855年4月14日-1932年3月5日）

2番目の子供エッパ・ハントン3世は1901年に著名なリッチモンドの法律会社「ハントン＆ウィリアムズ」の共同設立者となった。1977年、その会社はハントンの孫（1904年7月31日-1976年11月23日）の栄誉を称え、バージニア大学法律学校で「エッパ・ハントン4世記念出版賞」を設立した。大学に拠れば、この賞は「訴訟コースで目だった適性を示し、弁護士の倫理的および職業的責任を鋭く自覚し認識している3年生に毎年与えられる。」
ハントンは女性奴隷のヘンリエッタとの間にも1人の子供をもうけたと考えられている。この子供ジョンは1854年11月5日の生まれだった。1850年時点では6人の奴隷を、1860年時点では11人の奴隷を所有していた。

## 南北戦争
1861年2月、ハントンはバージニア脱退協議会の代議員となり、脱退を提唱した。南北戦争が始まると、南軍の第8バージニア歩兵連隊の大佐に任官され、7月の第一次ブルランの戦いに参戦した。10月にその連隊はリーズバーグ近くでネイサン・G・エバンス旅団の一部となり、ボールズブラフの戦いで北軍と対戦してその部隊の指揮を執り北軍をポトマック川まで撤退させた。
その後ハントンはジェイムズ・ロングストリート中将軍団、ジョージ・ピケット少将師団およびリッチモンド方面軍の旅団長となり、ゲティスバーグの戦いの後の1863年8月には准将に昇進した。ピケットの突撃のときにハントンは足を負傷した。リッチモンド防衛を務めた後、ピケットの師団に加わってコールドハーバーの戦いに参戦し、リッチモンド防衛とピターズバーグ包囲線で戦った。1865年3月、その部隊はファイブフォークスの戦いで遅延作戦を遂行し、翌月4月6日のセイラーズクリークの戦いでも再度戦い、そこで捕虜になった。7月24日にマサチューセッツ州ウォーレン砦で仮釈放された。

## 戦後の政治
戦後、ハントンは以前の法律実務を再開し、政治に関わるようになった。バージニア州から民主党員としてアメリカ合衆国下院議員に選出され、第43期から連続4期（1873年3月4日-1881年3月3日）務めた。この下院議員の間に、独立戦争恩給委員会（第44期）とコロンビア特別区委員会（第46期）の委員長を務めた。1876年アメリカ合衆国大統領選挙で問題の起きた幾つかの州の結果を決定するために1877年に議院法で作られた選挙委員会の15人の委員の一人に指名された。
ハントンは1880年の選挙では候補者に再指名されず、法律実務を再開した。その後ジョン・S・バーバーの死亡で生じたアメリカ合衆国上院の空席を埋めるために民主党員として指名され、その後の選挙も通って、1892年5月28日から1895年3月3日まで務めた。1893年から1895年はアメリカ合衆国の大学設立のための上院委員会で委員長を務めた。
1894年4月1日、あるいはその頃、ハントンは間接的に投票に関わる賄賂事件に巻き込まれた。院外活動家で元々ノースダコタ州の損害賠償要求代理人であるが当時はワシントンD.C.に住んでいたチャールズ・W・バッツが、ウォーレントンのハントンの留守宅に行った。バッツはハントンの息子エッパ3世に、審理中の関税法案について議論を提出することで、ハントンに反対票を投じさせれば、成功報酬25,000ドルを払うと告げた。この問題に関する上院調査委員会報告の抜粋は以下のようだった。
バッツはサウスダコタ州選出の上院議員ジェイムズ・ヘンダーソン・カイルにも同じ法案に反対票を投じるよう賄賂を贈ろうとした。ハントンとカイルは最終的に全ての非難から解放された。
その後ハントンはウォーレントンで法律実務を再開した。1908年10月11日、ハントンはリッチモンドで死に、リッチモンド市のハリウッド墓地に埋葬された。

## 著作
- Hunton, Eppa. エッパ・ハントンの自叙伝 Richmond: William Byrd Press, 1933年（死後出版）

### 書籍と新聞
- The Trenton Times, Trenton, New Jersey, May 26, 1894.

### ウェブサイト
- U.S. Army selected biographical sketches
- United States Congress. "HUNTON, Eppa (id: H000999)". Biographical Directory of the United States Congress (英語).
- The Political Graveyard
- ULRICH family tree links
- University of Virginia School of Law: Annual Awards and Honors
- Prince William County, Virginia Reliquary